# Mammicoccus murilloi
Mammicoccus murilloi är en insektsart som beskrevs av Alfred Serge Balachowsky 1959. Mammicoccus murilloi ingår i släktet Mammicoccus och familjen ullsköldlöss.
Artens utbredningsområde är Colombia. Inga underarter finns listade i Catalogue of Life.